# حامد کاویانپور
حامد کاویانپور (۱۰ آذر ۱۳۵۷ در تهران) فوتبالیست بازنشسته ایرانی است. او از پدر و مادری مازندرانی اهل شهرستان نور استان مازندران است. وی سابقه بازی در تیم‌های پرسپولیس تهران، الوصل، قیصریه اسپور و باشگاه فوتبال استیل‌آذین را دارد.
حامد کاویانپور همچنین زننده تک گل تیم پرسپولیس برابر تیم سوون سامسونگ از کره جنوبی در مرحله نیمه‌نهایی جام باشگاه‌های آسیا ۰۱_۲۰۰۰ است. این مرحله مسابقات به میزبانی تیم سوون در کره جنوبی برگزار شد که تیم پرسپولیس چیزی حدود ۷۰ دقیقه از حریف خود پیش افتاده بود اما در اثر جو ورزشگاه و شرایط مسابقه دو گل در دقایق پایانی دریافت می‌کند و از صعود به فینال بازمی‌ماند.
تیم پرسپولیس در این سال بعد از حذف در مرحله نیمه‌نهایی با پیروزی دو گله برابر ایرتیش قزاقستان به مقام سومی این رقابت‌ها دست یافت. حامد کاویانپور مدتی بین ده فوتبالیست ثروتمند ایران بود.

## دوران باشگاهی
کاویانپور بیشتر دوران باشگاهی خود را در پرسپولیس گذرانده‌است و در اکثر فصل‌های حضور خود در این تیم دوران موفقی را پشت سر گذاشته‌است. به‌طوری‌که تکنیک بالا و دریبلینگ بالای این بازیکن باعث ایجاد سرعت و قدرت در خط هافبک تیم پرسپولیس می‌شد. کاویانپور همراه با کریمی دوران باشکوهی را در خط هافبک این تیم به وجود آورد.
حامد سال ۱۳۷۶ توسط امیر عابدینی به پرسپولیس آمد. پس از پیوستن علی کریمی به پرسپولیس به زوج او تبدیل شد و بین سال‌های ۷۷ تا ۸۰ نقش زیادی در موفقیت‌های پرسپولیس ایفا کرد.
کاویانپور در طی سال‌های ۱۳۸۰ و ۱۳۸۱ مورد توجه چند باشگاه انگلیسی از جمله بولتون، نیوکاسل و ریدینگ قرار گرفت اما با مخالفت مسئولان پرسپولیس نتوانست قراردادی را با این باشگاه‌ها امضاء کند تا اینکه در تیر ماه ۱۳۸۱ با ثبت قراردادی یک ساله به باشگاه الوصل پیوست.
وی در سال ۱۳۸۲ به پرسپولیس بازگشت و یک گل زیبا در شهرآورد تهران برابر استقلال به ثمر رساند. اما درخشش او در تیم وینکو بگوویچ تداومی نداشت و به نوعی حامد پس از آن گل افت فاحشی داشت.
حامد در اردیبهشت ۱۳۸۵ با قراردادی دو ساله به تیم قیصریه اسپور از تیم‌های حاضر در لیگ برتر ترکیه پیوست. اما در ۳۱ شهریور ۱۳۸۵ آژانس مبارزه با دوپینگ ترکیه نتیجه آزمایش دوپینگ این هافبک ایرانی را مثبت اعلام کرد و طبق اعلام رأی فدراسیون فوتبال ترکیه این بازیکن تا دو سال از انجام مسابقات فوتبال در ترکیه منع شد. این جریمه پس از فرجام‌خواهی حامد تا یک سال کاهش پیدا کرد.
کاویانپور پس از بازگشت به ایران به تیم تازه تأسیس استیل‌آذین پیوست ولی نتوانست با این تیم به مسابقات لیگ برتر راه پیدا کند؛ و پس از یک سال خانه‌نشینی به‌دلیل دیر آزاد شدن از تیم استیل‌آذین دوباره به استیل‌آذین صعود کرده به لیگ برتر پیوست.
کاویانپور اولین بازی ملی خود را در برابر تیم ملی امارات متحدهٌ عربی در شهریور ۱۳۷۶ انجام داد و یکی از بازیکنان اصلی تیم ملی ایران در بازی‌های مقدماتی جام جهانی فوتبال ۲۰۰۲ بود. او با وجود قرار گرفتن در لیست تیم ملی برای جام ملت‌های آسیای ۲۰۰۴، قبل از سفر به چین به دلیل مصدومیت از همراهی تیم ملی بازماند و به دلیل اتمام مهلت ارسال لیست، بازیکنی جایگزین وی نشد.
وی در کل دارای ۵۳ بازی ملی و یک گل ملی است.

## افتخارات

### باشگاهی
- ۷۸–۷۷ قهرمانی با پرسپولیس
- ۷۹–۷۸ قهرمانی با پرسپولیس
- ۸۰–۷۹ نایب قهرمانی با پرسپولیس
- ۸۰–۸۱ قهرمانی با پرسپولیس

#### جام حذفی
- ۷۸–۷۷ قهرمانی با پرسپولیس
- ۸۵–۸۴ نایب قهرمانی با پرسپولیس